# Franziska Pixis

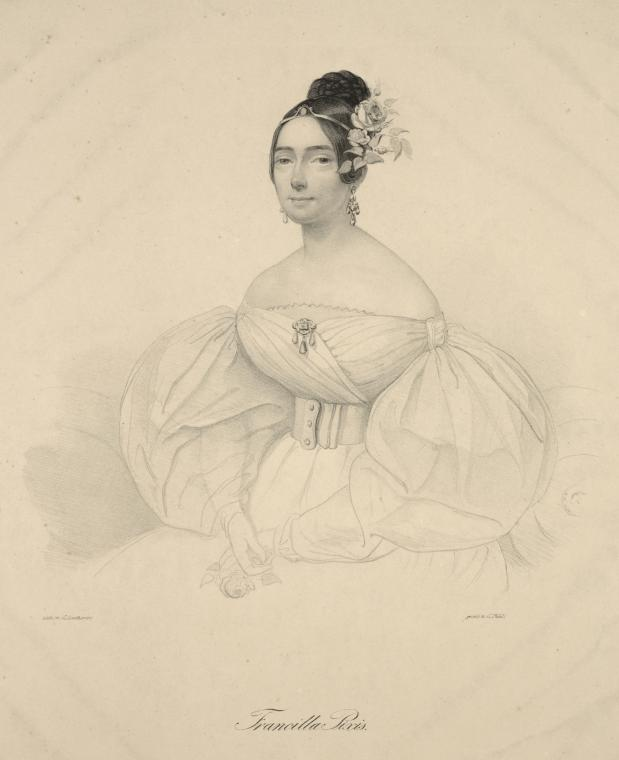
Francilla Pixis, unbezeichnete Lithographie

Franziska Pixis, auch Francilla Pixis, eigentlich Franziska Helma Göhringer (1816 in Lichtenthal – 1888 in Italien) war eine deutsche Opernsängerin (Mezzosopran).

## Leben
Die Pflegetochter des Pianisten Johann Peter Pixis, der sie auch zur Sängerin ausbildete, betätigte sich im Anfang bloß in Konzerten, allein je kräftiger die Stimme wurde, je eindringlicher riet man ihr, die Bühnenlaufbahn zu ergreifen. 1833 erschien sie zum ersten Mal auf den Brettern und erntete sogleich außerordentlichen Erfolg. Ihr erstes Engagement fand sie in München, wo sie auch eine Zeit lang unter größter Anerkennung wirkte. Nachdem sie sodann auch auf den Bühnen in Berlin, Wien, Leipzig, Dresden etc. erschienen war, begab sie sich nach Paris und London, und dort erregten ihre Darbietungen dasselbe tiefgreifende Interesse wie in der Heimat. Von 1839 bis 1842 hielt sie sich in Italien auf, wo sie besonders in Neapel als Pacinis erste Saffo (UA 1840) wahrhaften Enthusiasmus hervorrief. Nach Deutschland zurückgekehrt empfing man sie aufs Freundlichste. Ihre kleine Figur war jedoch hinderlich manche Partie zu singen.
Sie kehrte mit dem Cavaliere Ugo di Sant’ Onofrio del Castillo seit 1843 verheiratet, nach Deutschland zurück und zog sich 1846 von der Bühne zurück.